# Anton Carlsund (1796–1834)
Anton Gustaf Carlsund, född 30 oktober 1796 i Karlskrona, död 2 oktober 1834 i Stockholm, var en svensk fartygsbyggare.
Anton Carlsund var son till stadsbokhållaren och hovkamreraren Jonas Carlsund och var bror till Otto Carlsund. Han blev lärling vid kronovarvet i Karlskrona 1809 och avlade underkonstruktörsexamen 1814, amiralitetsofficersexamen samma år och konstruktörsexamen 1816. 1816 blev Carlsund lärare vid informationsskolan i Karlskrona och ett halvår därefter underlöjtnant vid Flottans konstruktionskår. Han befordrades 1826 till premiärlöjtnant och 1832 till kapten. 
Carlsund studerade 1819-1820 högre matematik, mekanik och astronomi med mera i Lund. Han författade två uppsatser inom skeppsbyggnadsvetenskaper och två om skepps styvhet. 1825-1827 företog han en utlandsresa som han 1834 lät skildra i Anteckningar under resor i England, Frankrike och Nederländerna. Under resan studerade han skeppsbyggeri, varvs- och hamnanläggningar, kanalbyggen och liknande. 
1826 övervakade han bygget av två ångfartyg av firman Duke i Dover, Prinds Carl och Constitutionen för norska postverkets räkning. 1831 byggde Carlsson ångfartygen Motala och Rosen vid Motala Verkstad, försedda med en av honom konstruerad tubulärångpanna och 1834 konstruerad han svenska örlogsflottans båda första ångfartyg, Oden och Gylfe. Tillsammans med yngre brodern Claës Rudolf Carlsund köpte han 1834 Kolboda varv i Kolboda där de lät bygga ångfartyg med ångmaskiner från Motala Verkstad. Vid sin död var Carlsund adjutant hos kronprins Oskar och hade majors rang. Han blev 1824 ledamot av Krigsvetenskapsakademien 1826 av Fysiografiska sällskapet i Lund.
Carlsund avled av kolera under koleraepidemin i Stockholm 1834.